# RNC - Bộ điều khiển thông tin di động thế hệ 3

## Sơ lược
RNC (Radio Network Controller) là một thành phần của UMTS nằm trong mạng truy cập vô tuyến (UTRAN - hệ thống thông tin di động thế hệ ba). RNC kiểm soát các trạm phát sóng di động thế hệ ba (thường được gọi là NodeB - phân biệt với BTS, trạm phát sóng 2G) kết nối với nó. RNC thực hiện quản lý tài nguyên vô tuyến, một vài chức năng di động và đóng vai trò là một điểm mã hóa dữ liệu người dùng để gửi tới hoặc nhận được từ điện thoại di động. RNC kết nối với mạng chuyển mạch lõi thông qua cổng truyền thông (MGW) và kết nối tới các nút hỗ trợ GPRS (SGSN - Serving GPRS Support Node) trong mạng chuyển mạch lõi.

## Giao diện

### Sơ lược
Các phần tử trong mạng giao tiếp với nhau thông qua các kết nối logic, được gọi là các giao diện. RNC được xây dựng với nhiều giao diện phục vụ cho các chức năng - nhiệm vụ khác nhau.
Cho đên phiên bản 3GPP R4, ngoại trừ việc giao tiếp trên giao diện Uu sử dụng công nghệ WCDMA, việc giao tiếp trên hầu hết các giao diện còn lại trong UTRAN đều sử dụng công nghệ ATM. Từ phiên bản R5, công nghệ Ethernet được sử dụng, cho phép giao tiếp thông qua giao thức IP. 
Ở mức vật lý, bản tin từ các giao diện này đều có thể được vận chuyển thông qua đường SDH (Synchronous Digital Hierarchy - cáp quang), đường E1 (E-carrier - cáp đồng, còn được gọi là đường PDH) hoặc thông qua sóng viba. Vài đường E1 có thể được ghép lại để tạo thành một nhóm IMA (Inverse Multiplexing for ATM). Với tính chất logic của các giao diện, nhiều giao diện có thể được "ghép" vào cùng một đường truyền. Việc ghép kênh, trong thực tế, phụ thuộc vào kiểu mạng (topo mạng - network topology) và cấu hình vòng lặp.

### Một số giao diện trên RNC

#### Iub (RNC-NODE B)
Iub là giao diện cho phép RNC giao tiếp với NodeB. Giao diện này sử dụng giao thức NBAP (Node B Application Part).

#### Iur (RNC-RNC)
Iur là giao diện cho phép các RNC trong cùng mạng giao tiếp với nhau. Giao diện này được sử dụng để hỗ trợ việc chuyển giao mềm (handover) giữa các RNC. Tất cả các dữ liệu cần thiết từ các RNC hiện đang cung cấp dịch vụ, có thể chuyển tới RNC tiếp quản việc cung cấp dịch vụ, thông qua giao diện Iur. Iur là một giao diện mở và tiêu chuẩn hóa.

#### Iu (RNC-MSC and RNC-SGSN)
Giao diện Iu cho phép RNC kết nối với mạng lõi.

#### Iu-BC (RNC-CBC)
Giao diện Iu-BC cho phép các CBC thuộc hệ thống SMS-CB kết nối với RNC.

#### Iu-PC (RNC-SAS)
Iu-PC là giao diện logic, dùng để kết nối RNC với các SMLC hoạt động độc lập (stand-alone SMLC: SAS) dựa trên giao thức PCAP. SAS cung cấp dữ liệu hỗ trợ định vị GPS cho các phương thức định vị dược xây dựng trên RNC.